# Bubry
Bubry település Franciaországban, Morbihan megyében. Lakosainak száma 2262 fő (2022. január 1.). Bubry Locmalo, Guern, Melrand, Quistinic, Lanvaudan, Inguiniel és Persquen községekkel határos.

## Népesség
A település népességének változása:
| Lakosok száma | 3040 | 2563 | 2445 | 2329 | 2376 | 2379 | 2374 | 2317 | 2289 | 2262 |
|               | 1968 | 1982 | 1990 | 2006 | 2013 | 2015 | 2017 | 2019 | 2020 | 2022 |